# Porta Venezia (metropolitana di Milano)
Porta Venezia è una stazione della linea M1 della metropolitana di Milano.

## Storia
La stazione fu costruita come parte della prima tratta, da Sesto Marelli a Lotto, della linea M1 della metropolitana di Milano, entrata in servizio il 1º novembre 1964.
Nelle prime versioni del progetto la denominazione della stazione era Oberdan.
A partire dal 1997, con l'apertura della stazione di Milano Porta Venezia, è divenuta un nodo di interscambio con il passante ferroviario.
Dal giugno 2018, le pareti della stazione sono state decorate con i colori della bandiera arcobaleno in sostegno del Gay Pride, grazie al finanziamento dello sponsor Netflix. L'intervento avrebbe dovuto essere temporaneo, ma, nell'agosto 2018, dietro sollecitazione del sindaco Beppe Sala, ATM ha annunciato che la fermata rimarrà definitivamente decorata con i colori del movimento LGBT.

## Struttura e impianti
Si tratta di una stazione sotterranea a due binari, uno per ogni senso di marcia, serviti da due banchine laterali.
Venne costruito un mezzanino particolarmente ampio, in previsione dell'interscambio con il progetto della linea 4 negli anni '50, ma, alla fine, tale progetto non fu realizzato: il passante ferroviario, pur non ricalcando esattamente il percorso previsto in origine per la quarta linea di metropolitana, oggi ne svolge di fatto la funzione.
La stazione dista 604 metri da quella di Palestro e 702 metri da quella di Lima.

## Interscambi
La stazione costituisce un importante punto di interscambio con la stazione di Milano Porta Venezia. Dal mezzanino della metropolitana è necessario scendere a quello della stazione, dal quale poi si scende ulteriormente ai binari della ferrovia.
Nelle vicinanze della stazione effettuano fermata alcune linee tranviarie urbane, gestite da ATM.
- Fermata ferroviaria (Milano Porta Venezia)
- Fermata tram (P.ta Venezia - V.le Tunisia, linee 5 e 33)
- Fermata tram (P.ta Venezia M1, linea 9)

## Servizi
La stazione dispone di:
- Scale mobili
- Emettitrice automatica biglietti
- Stazione videosorvegliata

## Galleria d'immagini

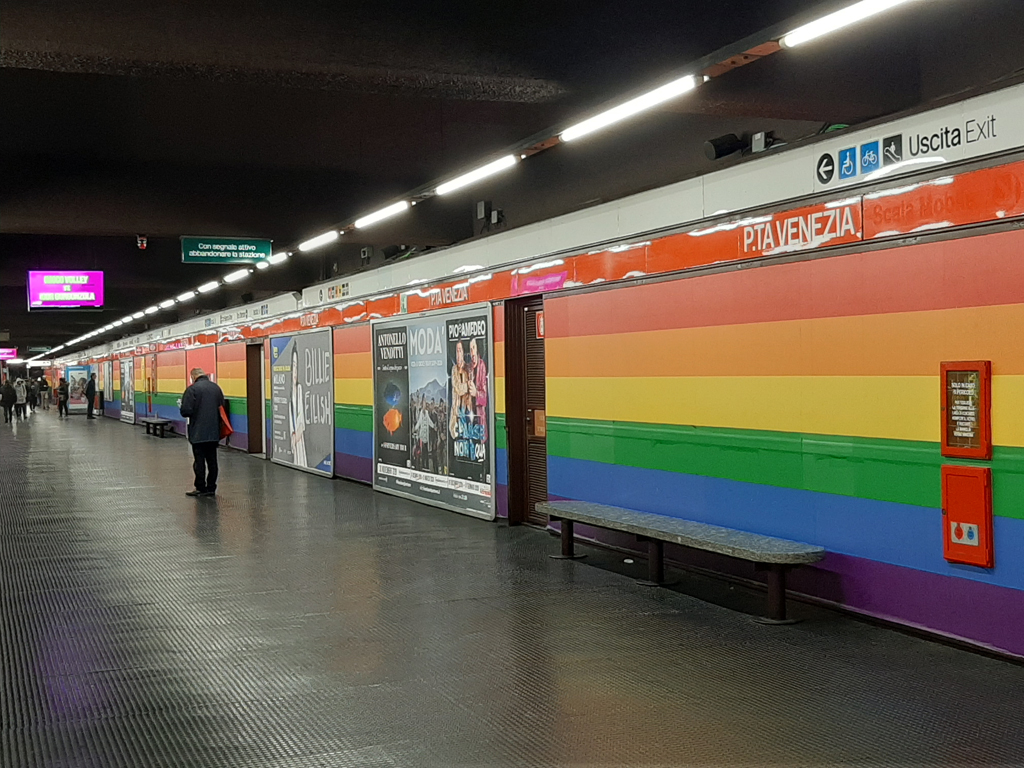
Le pareti decorate con i colori della bandiera arcobaleno